# Zametopias trimeni
Zametopias trimeni är en spindelart som beskrevs av Simon 1895. Zametopias trimeni ingår i släktet Zametopias och familjen krabbspindlar. Inga underarter finns listade i Catalogue of Life.